# Stromae
Stromae, dawniej Opmaestro, właśc. Paul Van Haver (ur. 12 marca 1985 w Etterbeek) – belgijski piosenkarz pochodzenia rwandyjskiego, producent muzyczny, autor tekstów i przedsiębiorca, współzałożyciel i członek zespołu Suspicion (2003–2007), założyciel wytwórni artystycznej Mosaert.
Sławę zapewnił mu singiel „Alors on danse” z 2009, z którym dotarł na pierwsze miejsca list przebojów w ośmiu krajach europejskich oraz trafił na szczyt listy European Hot 100 Singles. Nagrał dwa albumy studyjne: Cheese (2010) i Racine carrée (2013), oba osiągnęły sukces komercyjny.
Współpracował z artystami, takimi jak Kanye West, Angel Haze, Lorde, Pusha T, Q-Tip czy Haim. Produkował i pisał teksty piosenek dla wykonawców, takich jak Kery James, Mélissa M czy Anggun.
Jest laureatem wielu nagród muzycznych, m.in. NRJ Music Award, Music Industry Award, Victoires de la musique, MTV Europe Music Award czy World Music Award, był również nominowany m.in. do Elle Style Award i Urban Music Award. Zdobywca European Border Breakers Award w 2011.

## Życiorys

### Kariera muzyczna

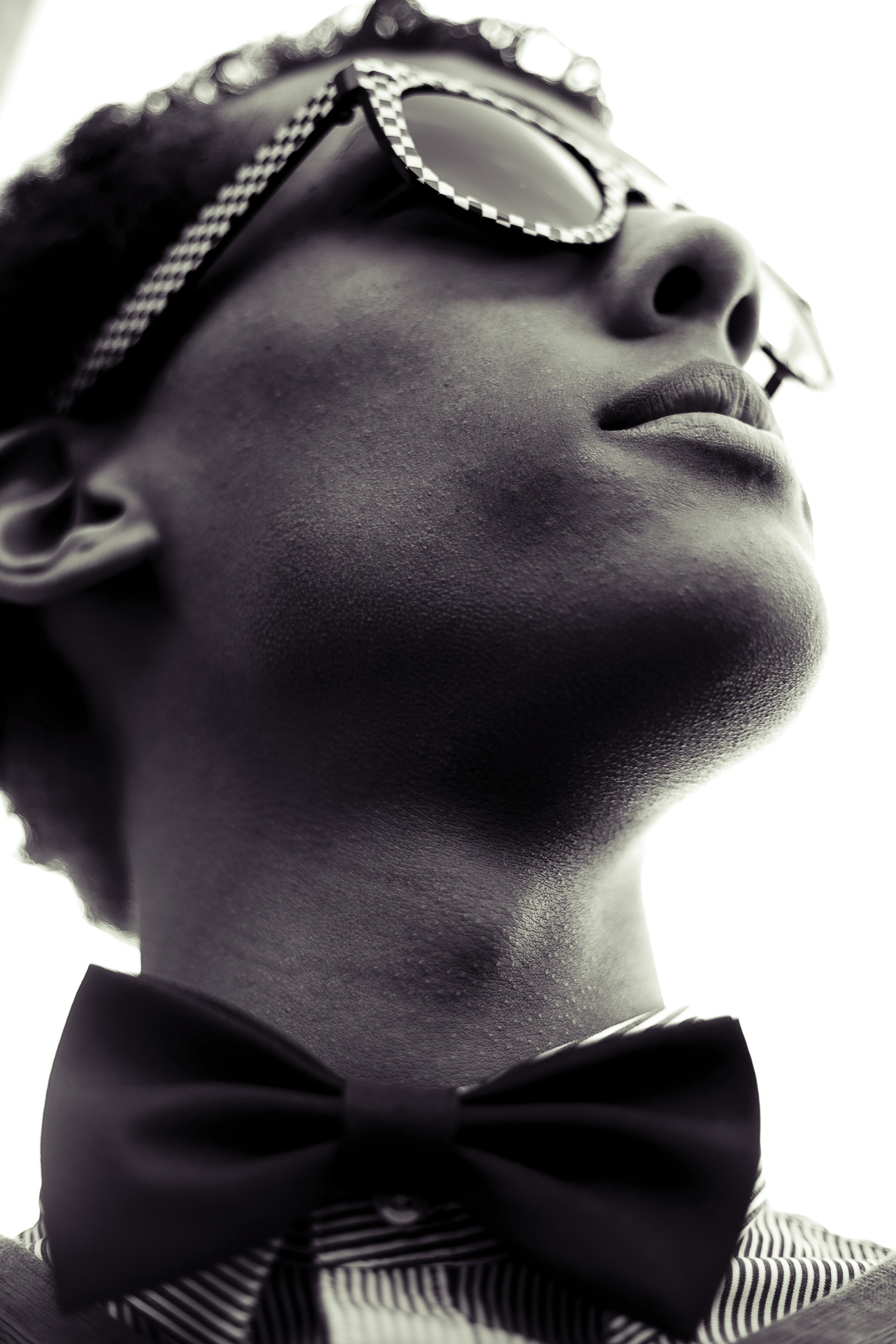
Stromae

Między siódmym a osiemnastym rokiem życia uprawiał koszykówkę, był zawodnikiem Club Excelsior de l’école de Bockstael. W wieku jedenastu lat rozpoczął naukę w l’Académie musicale de Jette i zaczął śpiewać oraz grać na bębnach. Chciał być perkusistą w zespole Hanson. Uczył się muzyki klasycznej.
W 2000, pod pseudonimem Opmaestro, przez krótki czas zajmował się rapem. W 2002 zmienił pseudonim na Stromae (po zmianie sylab), ponieważ poprzedni pseudonim był zbyt podobny do pseudonimu innego artysty. W wieku osiemnastu lat wraz z raperem o pseudonimie J.E.D.I. utworzył zespół Suspicion (SPN). W 2005 został wydany debiutancki singel zespołu „Faut qu’t’arrêtes le rap...”, który był jednak promowany pod pseudonimem Stromae’a. Zespół rozpadł się w 2007. W 2006 wystąpił podczas muzycznej bitwy organizowanej przez Hip-Hop Family. Wraz z udziałem Gandhiego i K-Deeja został wydany jego pierwszy mixtape Freestyle Finest. W 2007 wystąpił podczas Juste debout, a także podjął pracę w barze szybkiej obsługi, aby sfinansować naukę w prywatnej szkole. Ostatecznie zaczął studiować w Institut national de radioélectricité et cinématographie, a zebrane pieniądze przeznaczył na wydanie minialbumu pt. Juste un cerveau, un flow, un fond et un mic… (2007). W 2008 podpisał czteroletni kontrakt z wytwórnią Because Music i Kilomaître.
W styczniu 2009 zaczął publikować serię filmów Les leçons de Stromae, w których pokazywał jak nagrał poszczególne utwory. 9 marca z udziałem Shadow Loowee i Ekili został wydany jego drugi singel „Enfants de l’an 2000”. 31 października z udziałem DJ-a Psara został wydany jego drugi mixtape. W 2009 ukazał się także kolejny singel, „Up saw liz”. Pracował w stacji radiowej NRJ.
Czwarty singel Stromae’a „Alors on danse” został wydany 21 września 2009. Singel osiągnął pierwsze miejsca list przebojów w Belgii (Walonia i Flandria), Francji, Niemczech, Austrii, Danii, Holandii, Włoszech oraz Szwajcarii. Zajął także pierwszą pozycję na liście European Hot 100 Singles. W Belgii pokrył się potrójną platyną, a w Szwajcarii podwójną. Singel uzyskał status platynowej płyty w Niemczech (sprzedano ponad 300 000 egzemplarzy), Danii i Włoszech, w Szwecji i Hiszpanii uzyskał status złota. We Francji sprzedano ponad 334 000 egzemplarzy. W sumie sprzedano ponad 3 000 000 egzemplarzy. W 2010 został wydany remiks singel „Alors on danse” z gościnnym udziałem Kanye’ego Westa, który został odnotowany na australijskiej liście Top 100 Singles.

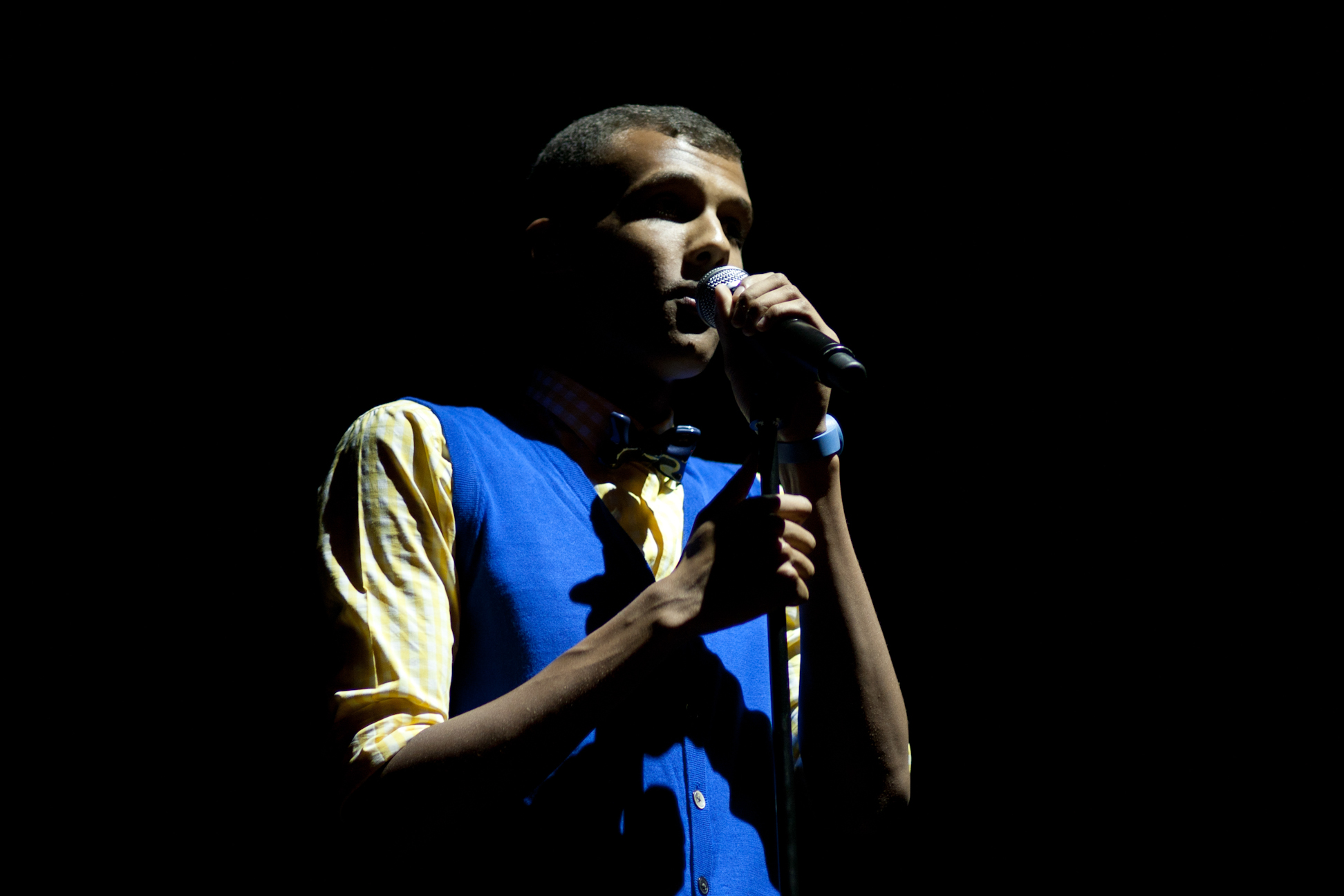
Stromae podczas Brussels Summer Festival (2011)

Piąty singel muzyka to „Bienvenue chez moi”. Kolejny singiel „Te quiero” wydany 10 maja 2010, zajął czwarte miejsce na liście walońskiej oraz siedemnaste na liście flamandzkiej w Belgii (osiągnął status złotej płyty). Znalazł się na liście także w Szwajcarii, Holandii i Francji. Siódmy singel artysty, „House’llelujah”, uplasował się na 22. miejscu listy walońskiej w Belgii. Kolejny singel to „Rail de musique”. Dziewiąty singel „Peace or Violence” dotarł do dwunastego miejsca walońskiej listy (Belgia). Był także notowany na liście austriackiej.
W celu wydania jego debiutanckiego albumu studyjnego, Stromae podpisał kontrakt z wytwórnią Mercury Records, a album zatytułowany Cheese został wydany 11 czerwca. Album zajął pierwsze miejsce na liście walońskiej w Belgii, a na liście flamandzkiej siódme (pokrył się potrójną platyną). W Grecji album zajął czwarte miejsce, a we Francji album dotarł do szóstej pozycji, cztery lata po premierze (uzyskał status złota, sprzedano ponad 260 000 egzemplarzy). Był notowany także w Szwajcarii, Niemczech, Austrii, Kanadzie i Holandii. Singel „Je cours”, który miał premierę 13 grudnia, był notowany w Belgii, na szesnastej pozycji listy walońskiej i piętnastej listy flamandzkiej.

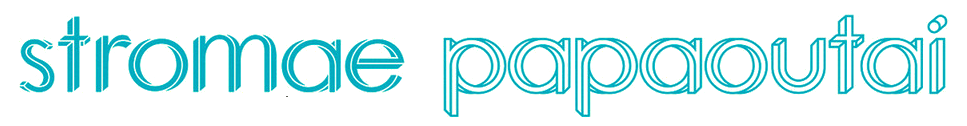
Logotyp singla „Papaoutai”

Jedenasty singel „Papaoutai” został wydany 13 maja 2013, dotarł do pierwszego miejsca listy walońskiej w Belgii (uzyskał status potrójnej platyny) oraz listy we Francji (sprzedano ponad 250 000 egzemplarzy). Zajął drugie miejsce w Holandii (osiągnął status platynowej płyty) oraz trzecie na liście flamandzkiej w Belgii i Austrii (uzyskał status złotej płyty). Był notowany w pierwszej dziesiątce na liście szwajcarskiej (sprzedano ponad 60 000 egzemplarzy, pokrył się dwukrotną platyną), fińskiej, niemieckiej oraz włoskiej (uzyskał status podwójnej platyny). Singel wszedł także na listy w Portugalii, Hiszpanii i Kanadzie. Podobnie jak z „Alors on danse”, piosenka w 2014 została wydana jako remiks z gościnnym udziałem Angel Haze na albumie Racine carrée.

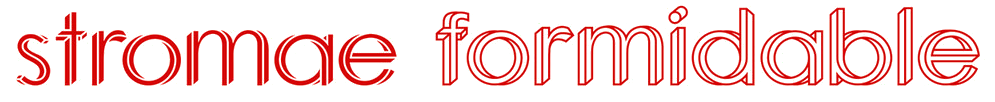
Logotyp singla „Formidable”

27 maja swoją premierę miał kolejny singel artysty „Formidable”. Dotarł on do pierwszych miejsc w Belgii (Walonia i Flandria, uzyskał status trzykrotnej platyny) oraz we Francji (sprzedano ponad 219 000 egzemplarzy). Singel dotarł do drugiej pozycji listy holenderskiej. Singel zajął pozycję w pierwszej dwudziestce na liście w Szwajcarii (pokrył się dwukrotną platyną, sprzedano ponad 30 000 egzemplarzy), Włoszech (uzyskał status złota) i Danii (osiągnął status złotej płyty). Był także notowany w Austrii i Niemczech.
Po dwóch latach przerwy od tworzenia muzyki, 16 sierpnia 2013 wydany swój drugi album studyjny, zatytułowany Racine carrée, który był odnotowany na pierwszej pozycji w Belgii (Walonia i Flandria), Francji, Szwajcarii, Holandii i Włoszech. Na liście kanadyjskiej singel zajął dziesiąte miejsce. W Niemczech i Danii został odnotowany w pierwszej trzydziestce. Album osiągał status potrójnego diamentu we Francji, gdzie sprzedano ponad 2 mln egzemplarzy. W Belgii album pokrył się dwunastokrotną platyną (sprzedano ponad 240 000 egzemplarzy), a Szwajcarii dziesięciokrotną. Osiągnął status podwójnej platyny w Holandii i Rosji. Album pokrył się także platyną we Włoszech i Kanadzie oraz złotem w Austrii. Racine carrée pokrył się także podwójną platyną europejską. Sprzedanych zostało ponad 2 700 000 egzemplarzy albumu. 23 września wydał singiel „Tous les mêmes”, z którym dotarł do pierwszego miejsca listy walońskiej oraz czwartego listy flamandzkiej w Belgii (pokrył się platyną i złotem), był także numerem jeden we Francji (sprzedano około 252 000 egzemplarzy). Na liście włoskiej zajął piątą pozycję (pokrył się podwójną platyną), a na duńskiej dziesiątą. Był notowany także na Węgrzech, Szwajcarii i Holandii. 15 grudnia został wydany remiks singel „Racine carrée: Remixes”, zawierający remiksy singli „Papaoutai” oraz „Tous les mêmes”. Czternasty singel Stromae’a „Ta fête” ukazał się 3 lutego 2014. Singel dotarł do drugiego miejsca w Walonii oraz szóstego we Flandrii (Belgia), a także pokrył się platyną i złotem. Został odnotowany również na listach we Francji i Holandii.
14 marca 2014 został wydany album kompilacyjny, pt. Formidable! – 40 Franse chansons van Brel tot Stromae, który zawierał między innymi single Stromae’a „Formidable” i „Alors on danse”. Album dotarł do drugiej pozycji holenderskiej listy Compilation Top 30 oraz czwartego miejsca CombiAlbum Top 100. 21 lipca został wydany singel „Ave Cesaria”. Był notowany na liście walońskiej (Belgia) oraz francuskiej. 17 listopada wydany został singel „Meltdown”, który został zrealizowany z gościnnym udziałem Lorde, Pushy T, Q-Tipa oraz Haimu. Podkład pochodzi z utworu „Merci”, a utwór znalazł się na ścieżce dźwiękowej The Hunger Games: Mockingjay – Part 1 (Original Motion Picture Soundtrack) do filmu Igrzyska śmierci: Kosogłos. Część 1. Singel został odnotowany na piątej pozycji listy walońskiej oraz siódmej listy flamandzkiej (Belgia). Trafił także na listę we Francji.
Wydany 30 marca 2015 singel „Carmen” uplasował się na liście walońskiej oraz flamandzkiej (Belgia), a także francuskiej. Kolejny singel „Quand c’est?” wydany 14 września także był notowany na liście flamandzkiej oraz francuskiej. W listopadzie przed wydaniem albumu wideo Racine carrée Live, odszedł z wytwórni Mercury Records. Sony Music zaproponowało mu jego dystrybucję w Columbia Records, a został on wydany 11 grudnia. Album został odnotowany na pierwszym miejsce w Belgii (Walonia i Flandria), Francji, Holandii i Szwajcarii. Dotarł on także do trzeciej pozycji listy we Włoszech i Szwecji. Racine carrée Live został sprzedany w 60 000 egzemplarzach i pokrył się diamentem we Francji.
15 października 2021 po blisko sześciu latach przerwy w solowej karierze powrócił z nowym singlem zatytułowanym „Santé”.

### Kariera producenta muzycznego i autora tekstów
W 2007 wyprodukował „La signature” i „Mic Check” na album Proses d’Assassin 13Hor. W 2008 wyprodukował utwór „Gandhi” dla Gandhiego na album Les préliminaires. Wyprodukował i napisał także kilka utworów na album À l’ombre du show business Kery’ego Jamesa oraz napisał kompozycję „Cette fois” dla Mélissy M. Był współautorem kilku utworów dla Anggun na jej albumie Élévation.

### Kariera przedsiębiorcy
Stromae utworzył przedsiębiorstwo Mosaert w grudniu 2009, które działa w dziedzinie muzyki, fotografii, wideo i projektowania grafiki. Jego nazwa jest anagramem od pseudonimu artysty. Stromae jest A&R w przedsiębiorstwie. Kolekcja ubrań Capsule º 1 powstała we współpracy z Boldatwork. Jej wygląd został oparty na albumie Racine carrée. Kolekcja została wyprzedana w niespełna trzy dni.

### Kariera filmowca
Wystąpił w filmie Jamela Debbouze’a Made in Jamel, gdzie w skeczu ukazano, jak komponuje utwór „Alors on danse”.
W 2016 opublikowany został teledysk do utworu „Coward” Ja’el Na’im, który Stromae wyreżyserował wspólnie z Lucem Juniorem Tamem i Martinem Scalim. W 2017 opublikowany został teledysk do utworu „Run Up” projektu muzycznego Major Lazer, który Stromae ponownie wyreżyserował wspólnie z Lucem Juniorem Tamem i Martinem Scalim.

## Muzyka
Muzyka Stromae’a to połączenie eurodance i piosenki francuskiej, łączy on różne style i gatunki w jeden. Swoją muzykę określa także jako połączenie hip-hopu, dance’u, salsy i francuskiej muzyki ludowej, to także połączanie hip-hopu, electro, muzyki ludowej i New Beat. Jest fanem między innymi The Notorious B.I.G., Black Robb i G. Dep. Słuchał stacji radiowej FM Brussels.
Jego ulubiona piosenka to „Chan Chan” klubu Buena Vista Social Club.

## Występy na żywo
Stromae wystąpił podczas takich festiwali jak: Brussels Summer Festival (2011), Coachella Valley Music and Arts Festival (2015) czy Sziget (2014).
Artysta uczestniczył także w trasach koncertowych, takich jak: European Tour (2011, 2013–2014), North American Tour (2015), Stromae en concert (2013–2014, 2014, 2015 czy Tournée africaine (2015).

## Życie prywatne
Urodził się w Brukseli. Jego matka jest flamandzką Belgijką, a ojciec Rwandyjczykiem, który był architektem (zginął podczas ludobójstwa w Rwandzie w 1994). Wraz z matką, siostrą i dwoma braćmi (młodszy Luc Junior) mieszkał w Laeken, dzielnicy Brukseli. Jest perfekcjonistą.
Zna język francuski, a mniej biegle język angielski i język niderlandzki. Jego ulubiona książka to Comment déjouer les pièges de l’information: Ou les règles d’or de la zététique Henriego Brocha.
Był w związku z Tatianą Silvą Braga Tavares (Miss Belgii z 2005), rozeszli się we wrześniu 2012. Jest w związku małżeńskim ze stylistką Coralie Barbier. Ślub odbył się po dwóch latach znajomości, 12 grudnia 2015 w Mechelen. Mają syna (ur. 23 września 2018)

## Dyskografia

### Albumy studyjne
- 2010: Cheese
- 2013: Racine carrée
- 2022: Multitude

### EP
- 2007: Juste un cerveau, un flow, un fond et un mic…

### Mixtape’y
- 2006: Freestyle Finest (& Gandhi, K-Deeja)
- 2009: Mixture Elecstro (& DJ Psar)

### Albumy wideo
- 2015: Racine carrée Live

## Filmografia

### Filmy

#### Jako aktor
- 2010: Made in Jamel

### Teledyski

#### Jako reżyser
- 2016: „Coward” (Ja’el Na’im)
- 2017: „Run Up” (Major Lazer feat. PartyNextDoor & Nicki Minaj)